# Julião Esteves
Julião Esteves (Mato Grosso, 27 de janeiro de 1876 - Rio de Janeiro, 22 de outubro de 1935) foi um militar e político brasileiro, prefeito do então Distrito Federal, de 21 a 30 de setembro de 1931.

## Carreira
Estudou na Escola Militar do Rio Grande do Sul e em 22 de abril de 1899 foi nomeado alferes aluno. No Rio de Janeiro, estudou engenharia na Escola Militar do Brasil. Em 1921, formou-se no curso de oficiais da Escola Superior de Intendência e Administração. Em 31 de maio de 1921 foi promovida a major, tenente-coronel em 1922 e coronel em 12 de setembro de 1923.
Também exerceu a chefia do gabinete da Diretoria da Guerra, diretor geral da Secretária de Obras e Viação do DF, diretor da Diretoria Geral de Engenharia, presidente da Comissão de Reabastecimento do Distrito Federal, além de ter participado de comissões no âmbito do Exército e do Executivo.